# (84719) 2002 VR128
2002 في أر 128 (ويعرف أيضًا باسم (84719) 2002 في أر 128 وفق تسمية الكوكب الصغير) (بالإنجليزية: 2002 VR128) هو كويكب ضمن حزام الكويكبات؛ وترتيبه 84719 من حيث الاكتشاف.
اكتُشف هذا الجُرم الفلكي بواسطة مايكل براون في 3 نوفمبر 2002.

## وصلات خارجية
- (84719) 2002 VR128 في قاعدة بيانات مختبر الدفع النفاث لأجرام النظام الشمسي الصغيرة

- الاكتشاف · مخطط المدار ·  العناصر المدارية · المعلمات المادية

- (84719) 2002 VR128 على موقع ويكي سكاي: DSS2, SDSS, GALEX, IRAS, Hydrogen α, X-Ray, Astrophoto, Sky Map, Articles and images